# 永井和子
永井 和子（ながい かずこ、1955年〈昭和30年〉6月30日 - ）は、日本の声楽家（メゾソプラノ）・オペラ歌手・音楽教育者。東京藝術大学教授。1960年代から関西歌劇団等で活動している同姓同名の声楽家・永井和子（ソプラノ：大阪音楽大学名誉教授）とは別人であることに注意されたい。

## 人物・来歴
長野県岡谷市出身。国立音楽大学附属高等学校を経て、1978年（昭和53年）国立音楽大学声楽科卒業後、1980年（昭和55年）同大学院音楽研究科声楽専攻（オペラコース）修了。1983年（昭和58年）二期会研究生（オペラスタジオ）修了。1984年（昭和59年）文化庁オペラ研修所第4期終了。文部科学省在外派遣として、ジュネーヴにて研鑚を積む。中山悌一、伊藤京子、小松道子に師事。
1987年（昭和62年）サントリーホールオープン記念として行われた、フィルハーモニア管弦楽団によるプッチーニ『蝶々夫人』スズキとして指揮者ジュゼッペ・シノーポリに抜擢され、絶賛を博した。
この成功により、ベルリン・ドイツ・オペラに招かれ『蝶々夫人』スズキでヨーロッパデビュー。以降、ローマのサンタ・チェチーリア音楽院ホール、ヴェネツィアのフェニーチェ歌劇場、フィンランドなどでオペラ歌手として活動している。その後もシノーポリとは内外でマーラーの交響曲のソリストとして共演、特にロンドンで行われた交響曲第8番『千人の交響曲』はコンサートの他に録音も行われ、日本を代表するメゾソプラノの一人として国際舞台での地位を築いた。
また国内においても数多くのオペラに出演、高い評価を得ている。1987年（昭和62年）民音 ロッシーニ『シンデレラ（チェネレントラ）』アンジェリーナ、同年 二期会 ロッシーニ『セビリアの理髪師』ロジーナ、1988年（昭和63年）二期会『カルメン』タイトルロール、1989年（平成元年）二期会ヴェルディ『運命の力』プレツィオシルラ、1991年（平成3年）二期会 ワーグナー『神々の黄昏』フロスヒルデ等でオペラ歌手として不動の名声を確立。1994年（平成6年）神奈川県民ホール 團伊玖磨『素戔嗚』（初演）銀の姫、1996年（平成8年）Bunkamuraオペラ劇場『マダム・バタフライ』（ミラノ初演版）スズキ、1997年(平成9年）新国立劇場開場記念公演『建・TAKERU』倭姫、1998年（平成10年）長野オリンピック開催記念 松下功『信濃の国・善光寺物語』などの新作オペラにも出演。とりわけ『蝶々夫人』の「スズキ歌い」として評価されており、1999年・2000年・2001年と続けて新国立劇場に出演、2005年（平成17年）コスタリカ招聘公演で熱狂的な成功を収めたのをはじめ、2006年（平成18年）東京二期会、2012年（平成24年）西本智実プロデュース公演、2014年（平成26年）東京二期会でもスズキ役を務めている。また、2010年（平成22年）新国立劇場 池辺晋一郎『鹿鳴館』草乃、2015年（平成27年）びわ湖ホール 沼尻竜典『竹取物語』媼など日本の現代オペラにも取り組み続けている。2016年（平成28年）、2017年（平成29年）にもアリアの歌唱でコンサートに出演するなど、第一線で活動している。
一方、コンサート歌手としても、東京フィルハーモニー交響楽団とは1984年（昭和59年）アルベルト・エレーデ指揮ロッシーニ『アルジェのイタリア女』（演奏会形式）ツルマ、NHK交響楽団とは1991年（平成3年）ダニエル・ナザレス指揮モーツァルト『レクイエム』、1992年（平成4年）若杉弘指揮マーラー『千人の交響曲』、同年若杉弘指揮ヘンデル『メサイア』、1995年（平成7年）スヴェトラーノフ指揮ベートーヴェン『第九』、1996年（平成8年）デュトワ指揮『第九』、2004年（平成16年）ペンデレツキ指揮『第九』、ドレスデン国立歌劇場管弦楽団とは2001年（平成13年）ジュゼッペ・シノーポリ指揮『第九』をはじめ、主要オーケストラと共演が多く、古典から現代曲までをカバーするその安定した歌唱、多彩なレパートリーは、貴重な存在として厚い信頼を得ている。NHKニューイヤーオペラコンサートなど、放送出演も非常に数多い。また、歌曲分野においても、2001年（平成13年）に團伊久磨の最後の歌曲『マレー乙女の歌へる』（全31曲）を初演した他、レコーディングも行っている。2006年（平成18年）日本歌曲を収録したCD『赤とんぼ』をリリースした。
音楽教育者としても、1986（昭和61年） - 1995年（平成7年）国立音楽大学非常勤講師に始まり、1995（平成7年） - 1997年（平成9年）国立音楽大学音楽学部専任講師、東京芸術大学音楽学部非常勤講師、1997（平成9年） - 2006年（平成18年）東京藝術大学助教授、2001年（平成13年）国立音楽大学客員教授、2006年（平成18年） - 2020年（令和2年）現在東京藝術大学教授。常葉大学短期大学部客員教授。ほかにも、2014年（平成26年）から2023年（令和5年）まで新国立劇場オペラ研修所長の重責を担っており、後進の指導に注力している。

## 主な受賞歴
- 1983年（昭和58年）第1回川崎静子賞（二期会研究生オペラスタジオ修了時[5]、最優秀賞）[1]
- 1984年（昭和59年）第19回民音コンクール声楽第1位[1]
- 1987年（昭和62年）第1回グローバル東敦子賞[1]
- 1987年度（昭和62年度）第15回ジロー・オペラ賞[14]
- 1992年（平成4年）第2回村松賞[1]
- 2011年度（平成13年度）音楽之友社レコード・アカデミー賞（声楽部門）團伊久磨の歌曲『マレー乙女の歌へる』による[12]

## 主な楽界活動
- 二期会会員（幹事：任期2022年（令和4年）3月31日まで[15]）
- 元新国立劇場オペラ研修所長[13]
- 日本演奏連盟会員

## 主なディスコグラフィー
- CD2枚組 團伊玖磨：歌曲集『マレー乙女の歌へる』／永井和子（メゾソプラノ）、大和田葉子（フルート）、小谷彩子（ピアノ） 2002年5月／東京（ライヴ録音） 2011年4月25日 カメラータ[16]
- CD2枚組 N響90周年記念シリーズ - 日本人指揮者篇2:若杉弘II/ヘンデル（モーツァルト編）『メサイア』ライブ  NHK交響楽団、豊田喜代美、永井和子、近藤伸政、勝部太、日本プロ合唱連合[17]
- CD ベートーヴェン『第九』スヴェトラーノフ  NHK交響楽団 ライブ 佐藤しのぶ、永井和子、市原多朗、多田羅迪夫、国立音楽大学合唱団 2018/8/10 KING INTERNATIONAL[18]
- CD ベートーヴェン『第九』高関健 大阪センチュリー交響楽団・佐々木典子S・永井和子A・福井敬T・直野資B 2002/11/25 ナミ・レコード[19]
- CD NHK名曲アルバム 5.特選名曲集 - 故郷の廃家 -  オムニバス 1999/8/1 ポリドール[20]
- DVD ベートーヴェン『第九』ジュゼッペ・シノーポリ、ドレスデン国立歌劇場管弦楽団、 イヴリン・ヘリツィウス、 永井和子、 晋友会合唱団、 ローランド・ワーゲンフューラー 2000年1月録音 2002/04/25 パイオニアLDC[21]
- DVD NHK名曲アルバム 日本編 オムニバス 2002/09/27 ビクターエンタテインメント[22]
- DVD NHK名曲アルバム 東欧編 永井和子、 NHK交響楽団、 東京フィルハーモニー交響楽団 2002/09/27 ビクターエンタテインメント[23]

## 放送出演
※NHKクロニクルによる。
- 1988年 NHKニューイヤーオペラコンサート
- 1989年 NHKニューイヤーオペラコンサート
- 1990年 NHKニューイヤーオペラコンサート
- 1991年 NHKニューイヤーオペラコンサート
- 1992年 NHKニューイヤーオペラコンサート
- 1994年 NHKニューイヤーオペラコンサート
- 1995年 NHKニューイヤーオペラコンサート
- 1995年 NHK 芸術劇場 オペラ『素戔嗚（すさのお）』
- 1996年 NHKニューイヤーオペラコンサート
- 1997年 NHKニューイヤーオペラコンサート
- 1997年 NHK-FM 日曜クラシックスペシャル ブリテン『春の交響曲』指揮：大野和士
- 1997年 NHK-FM 日曜クラシックスペシャル 『蝶々夫人』スズキ
- 1997年 NHK-TV 歌劇『建・TAKERU』
- 1998年 NHKニューイヤーオペラコンサート
- 1998年 NHK 芸術劇場 －オペラ・ガラ・コンサート－
- 1998年 NHK-FM ベストオブクラシック －オペラ・ガラ・コンサート－
- 1999年 NHKニューイヤーオペラコンサート
- 1999年 NHK-FM 21世紀へ －歌い継ぐ日本の心
- 2000年 NHKニューイヤーオペラコンサート
- 2001年 NHKニューイヤーオペラコンサート
- 2001年 NHK-TV クラシック・ロイヤルシート 歌劇『建・TAKERU』（再放送）
- 2001年 NHK-FM ベストオブクラシック 黛敏郎 オペラ『古事記』イザナミ 指揮：大友直人 東京交響楽団
- 2002年 NHK-TV これであなたもオペラ通
- 2003年 NHKニューイヤーオペラコンサート
- 2004年 N響『第九』演奏会
- 2005年 NHK みんなの童謡『ちんちん千鳥』
- 2006年 NHK-TV 芸術劇場 歌劇『蝶々夫人』－ハイライト
- 2007年 NHK-FM サンデークラシックワイド －特選アラカルト－
- 2008年 NHK-TV クラシック・ロイヤルシート 歌劇『蝶々夫人』
- 2008年 NHK-TV まるごとプッチーニ 歌劇『蝶々夫人』第2部
- 2009年 NHK-FM 新しい日本の歌 －芸術歌曲の夕べ－
- 2009年 NHK-FM にっぽんのうた 世界の歌『故郷の廃家』
- 2010年 NHK-TV N響アワー －生誕150年マーラー交響曲シリーズ 第3夜－（収録：1992年）
- 2012年 NHK総合テレビ 第27回国民文化祭・とくしま2012 ベートーヴェン『第九』
- 2014年 NHK-BSプレミアム プレミアムシアター 東京二期会『蝶々夫人』スズキ
- 2016年 NHK-FM オペラ・ファンタスティカ 東京二期会公演 歌劇『蝶々夫人』スズキ
- 2017年 NHK-FM N響 ザ・レジェンド ブロムシュテット 短調のモーツァルト『ミサ曲ハ短調 K.427』（1988年）